# Macrocera fastuosa
Macrocera fastuosa är en tvåvingeart som beskrevs av Friedrich Hermann Loew 1869. Macrocera fastuosa ingår i släktet Macrocera och familjen platthornsmyggor. Inga underarter finns listade i Catalogue of Life.